# بنغلادالينك
بنغلادالينك، (بالبنغالية: বাংলালিংক)‏؛ (شركة أوراسكوم تليكوم بنغلاديش المحدودة سابقًا) هي مزود خدمة اتصالات في بنغلاديش. وهي ثالث أكبر مزود خدمة خلوية في بنغلاديش. وهي مملوكة بالكامل لشركة (بالإنجليزية: Telecom Ventures)‏ (أوراسكوم تليكوم فينتشرز المحدودة سابقًا) في مالطا، وهي شركة فرعية مملوكة بنسبة 100٪ لشركة (بالإنجليزية: Global Telecom Holding)‏، وهي بدورها شركة تابعة لشركة فيون الهولندية القابضة.
بلغ عدد المشتركين في بنغلادالينك مليون مشترك بحلول ديسمبر 2005، و3 مليون مشترك بحلول أكتوبر 2006. في أقل من عامين، وبحلول ديسمبر 2007، تفوقت بنغلادالينك على Aktel (الآن Robi) لتصبح ثاني أكبر مشغل في بنغلاديش بأكثر من 7.1 مليون عميل.
كانت لدى بنغلادالينك 1.03 مليون اتصال حتى ديسمبر 2005. ثم زاد عدد مستخدمي بنغلادالينك بنسبة 257٪، وبلغت عدد الاتصالات 3.64 مليون في نهاية عام 2006، مما يجعلها أسرع مشغل في العالم في ذلك العام. وفي أغسطس 2006، أصبحت بنغلادالينك أول شركة تقدم مكالمات واردة مجانية لكل من اتصالات الدفع الآجل ومسبقة الدفع. وفي 20 أغسطس 2008 تجاوزت بنغلادالينك حاجز 10 مليون مشترك. اعتبارًا من أغسطس 2021، بلغ عدد المشتركين في بنغلادالينك 36.90 مليون مشترك.

## التاريخ
كانت شركة شيبا للاتصالات التي حصلت على رخصة في عام 1989، للعمل في المناطق الريفية، وحصلت على ترخيص GSM على مستوى البلاد لمدة 15 عامًا في نوفمبر 1996 لتوسيع أعمالها لتشمل خدمات الهاتف الخلوي والهاتف اللاسلكي. بدأت عملياتها في الربع الأخير من عام 1997 كمشروع مشترك بين بنغلاديش وماليزيا.
في يوليو 2004، أفيد أن شركة أوراسكوم تليكوم المصرية من المقرر أن تشتري حصصًا ماليزية في شركة شيبا للاتصالات، حيث فشلت شركة شيبا في الاستفادة من إمكانات الأعمال في بنغلاديش بشكل أساسي بسبب الخلاف المزمن بين شركتها الماليزية وشركاء بنجلاديش. تم التوصل إلى اتفاق مع شركة أوراسكوم بقيمة 25 مليون دولارًا أمريكيًا. ظل الاتفاق سرا لأسباب قانونية.
في سبتمبر 2004، اشترت شركة أوراسكوم تليكوم القابضة 100٪ من أسهم شركة شيبا للاتصالات، مقابل 60  مليون دولارًا أمريكيًا. كان لدى شيبا قاعدة مكونة من 59000 مستخدم، منهم 49000 كانوا منتظمين عند بيعها. بعد ذلك أعيدت تسميتها وأطلقت خدماتها تحت العلامة التجارية «بنغلادالينك» في 10 فبراير 2005.
في مارس 2008 غيرت اسمها إلى شركة أوراسكوم تليكوم بنغلاديش المحدودة، مطابقًا لاسم الشركة الأم.
في يوليو 2013 بعد إعادة هيكلة الملكية في عام 2011 في شركة أوراسكوم تليكوم، تغير اسم الشركة للمرة الثانية إلى بنغلادالينك.